# Montville (Connecticut)
Montville est une ville du comté de New London au Connecticut.
Montville devient une municipalité en 1786. Son nom est la contraction des mots français « mont » et « ville » et provient de ses terres vallonnées ou de son premier révérend James Hillhouse (dont le nom signifie littéralement « maison de la colline »).
Les divisions administratives de Chesterfield, Mohegan, Oakdale, et Uncasville sont situés dans le périmètre de la ville.

## Démographie
Sa population était de 19 571 habitants en 2010. La municipalité s'étend sur 44,19 milles carrés (114,45 km2), dont 41,95 milles carrés (108,65 km2) d'étendues d'eau.
| 1820  | 1850  | 1860  | 1870  | 1880  | 1890  |
| ----- | ----- | ----- | ----- | ----- | ----- |
| 1 951 | 1 848 | 2 141 | 2 495 | 2 664 | 2 344 |

| 1900  | 1910  | 1920  | 1930  | 1940  | 1950  |
| ----- | ----- | ----- | ----- | ----- | ----- |
| 2 395 | 2 894 | 3 411 | 3 970 | 4 135 | 4 766 |

| 1960  | 1970   | 1980   | 1990   | 2000   | 2010   |
| ----- | ------ | ------ | ------ | ------ | ------ |
| 7 759 | 15 662 | 16 455 | 16 673 | 18 546 | 19 571 |